# Валдаро (Мантова)
Валдаро је насеље у Италији у округу Мантова, региону Ломбардија.
Према процени из 2011. у насељу је живело 191 становника. Насеље се налази на надморској висини од 22 м.